# Eien yori nagaku/Drive me crazy
Eien yori nagaku/Drive me crazy (jap. 永遠より ながく/Drive me crazy) – trzydziesty trzeci singel japońskiej piosenkarki Mai Kuraki, wydany 3 marca 2010 roku. Utwór Eien yori nagaku został wykorzystany w reklamie Esprique Precious firmy KOSE, a utwór Drive me crazy został użyty jako piosenka przewodnia serialu HEROES Season 3 (jap. HEROES シーズン3) stacji NTV. Singel osiągnął 4 pozycję w rankingu Oricon i pozostał na liście przez 6 tygodni, sprzedał się w nakładzie 30 024 egzemplarzy.

## Lista utworów
| CD  |                                                                         |                                 |                                 |                                 |      |
| Nr  | Tytuł                                                                   | Słowa                           | Kompozycja                      | Aranżacja                       | Czas |
| 1.  | "Eien yori nagaku" (jap. 永遠より ながく)                               | Mai Kuraki                      | Kazuo Zaitsu                    | Makoto Sasaki & Ken Harakawa    | 3:46 |
| 2.  | "Drive me crazy"                                                        | Mai Kuraki                      | Silver Stream                   | Silver Stream                   | 4:03 |
| 3.  | "Eien yori nagaku -Instrumental-" (jap. 永遠より ながく -Instrumental-) |                                 | Kazuo Zaitsu                    | Makoto Sasaki & Ken Harakawa    | 3:46 |
| 4.  | "Drive me crazy -Instrumental-"                                         |                                 | Silver Stream                   | Silver Stream                   | 4:03 |
| DVD |                                                                         |                                 |                                 |                                 |      |
| Nr  | Tytuł                                                                   | Tytuł                           | Tytuł                           | Tytuł                           | Czas |
| 1.  | "Eien yori nagaku" (music clip)                                         | "Eien yori nagaku" (music clip) | "Eien yori nagaku" (music clip) | "Eien yori nagaku" (music clip) |      |

## Notowania
| Lista                             | Pozycja |
| --------------------------------- | ------- |
| Oricon Daily Singles Chart        | 3       |
| Oricon Weekly Singles Chart       | 4       |
| Billboard Japan Hot 100           | 6       |
| Billboard Japan Hot 100 Airplay   | 11      |
| Billboard Japan Hot Singles Sales | 5       |